# کیرپیچلی
کیرپیچلی (به لاتین: Kirpichli) یک منطقهٔ مسکونی در ترکمنستان است که در ولایت آخال واقع شده‌است.